# 上海市天山初级中学
上海市天山初级中学（简称天山初中，原名玉屏中学），是华东师范大学附属天山学校集团成员。创办于1963年，位于中華人民共和國上海市长宁区天中路155号，占地77亩，1996年9月玉屏中学在天山中学輔助下改名为“天山中学玉屏分校”。2004年10月学校整体从玉屏南路158号（现民办新世纪中学用地）搬迁至天中路155号，改名为天山初级中学。现校长为陈红，学生用餐由上海港茸餐饮管理有限公司提供。2016年9月14日学校地下室的民防教育培训基地正式启动，建筑面积达718平方米。2017年启动校长和学生共进午餐的机制。